# Karl Wilfing (Politiker, 1933)
Karl Wilfing sen. (* 14. Oktober 1933 in Wetzelsdorf (Gemeinde Poysdorf); † 31. März 2021 in Poysdorf) war ein österreichischer Politiker (ÖVP) und Landwirt. Er war von 1983 bis 1986 Mitglied des Bundesrates und von 1979 bis 1983 sowie von 1986 bis 1988 Abgeordneter zum Landtag von Niederösterreich.

## Leben
Wilfing besuchte bis 1947 die Pflichtschule und absolvierte danach von 1949 bis 1951 die landwirtschaftliche Berufsschule. Er übernahm 1960 die elterliche Landwirtschaft und arbeitete in der Folge bis 1988 als Weinbauer und Landwirt. Lokalpolitisch engagierte er sich ab 1965 als Gemeinderat in Wetzelsdorf, 1970 stieg er zum Vizebürgermeister auf. Nach der Gemeindezusammenlegung fungierte Wilfing zwischen 1971 und 1972 als Gemeinderat in Poysdorf. Zudem war Wilfing von 1975 bis 1980 Kammerrat der Niederösterreichischen Landes-Landwirtschaftskammer und ab 1980 Obmannstellvertreter des Niederösterreichischen Landesweinbauverbandes. Wilfing vertrat die ÖVP zwischen dem 19. April 1979 und dem 4. November 1983 sowie vom 18. Dezember 1986 bis zum 17. November 1988 im Niederösterreichischen Landtag, dazwischen war er vom 4. November 1983 bis zum 17. Dezember 1986 Mitglied des Bundesrates.
Sein Sohn ist der ÖVP-Politiker und niederösterreichische Landtagspräsident, Karl Wilfing jun.